# Натансон, Софья Васильевна
Со́фья Васи́льевна Натансо́н (урождённая — Щетинкина; 1908—1994) — советский учёный в области фотохимии. Лауреат Сталинской премии третьей степени (1946).

## Биография
Родилась 7 (20 сентября) 1908 года в Москве.
В 1932 году окончила химический фальтет МГУ имени М. В. Ломоносова. В 1936—1966 годы работала в НИКФИ, с 1966 года — в НИИХИМФОТО. Кандидат химических наук. Автор научных работ и изобретений. Её работы посвящены исследованию природы оптической сенсибилизации и физико-химических свойств сенсибилизаторов. Руководитель разработки сенсибилизации современных кинонегативных, фотолюбительских и других плёнок специального назначения.
Умерла 30 декабря 1994 года. Похоронена в Москве на Новом Донском кладбище.

## Семья
- муж — Григорий Львович Натансон (20.6.1910 — 7.12.1960).

- сын — Лев Григорьевич Натансон (17.8.1948 — 7.11.2023) — математик и программист, автор алгоритмов компьютерной программы Марьяж, играющей в преферанс и многочисленных покерных тренажёров и симуляторов. Автор серии книг «Математика игр казино» («Покер», «Блэкджек», «Рулетка» — совместно с Дмитрием Лесным), научный редактор книги «Русский преферанс».

## Награды и премии
- орден «Знак Почёта» (1948) — за достигнутые успехи в деле развития и усовершенствования цветной кинематографии[1]
- Сталинская премия третьей степени (1946) — за разработку новой рецептуры для фотоплёнок
- медали